# De Doom
De Doom of De Dohm is een monumentaal herenhuis met bouwhoeve in het Nederlandse dorp Welten, provincie Limburg. De naam is waarschijnlijk afkomstig van het Latijnse woord voor huis: domus.

## Geschiedenis
De oudst bekende bewoners van kasteel De Doom stammen uit de familie Van Wilré. Deze familie was al in de 12e eeuw actief in Welten en had er gronden in bezit, maar het is niet bekend of er toen ook al sprake was van een adellijk huis. Ook is niet bekend of De Doom – dat in de 14e eeuw is gebouwd - door de familie Van Wilré is gesticht.
De eerste vermelding van De Dohm dateert uit de 14e eeuw. Het goed was toen een leen van Wickrade en werd in 1378, samen met alle andere leengoederen van Wickrade, verkocht aan de hertog van Brabant. Overigens was de voorburcht met de bouwhoeve een leen van Schinnen en een achterleen van het Land van Valkenburg, en stond bekend onder de naam Ter Straeten.
De familie Van Wilré bewoonde De Doom tot 1546. In dat jaar verkocht Jan van Wilré het huis aan Librecht van Hulsberg genaamd Schaloen, die het op zijn beurt in 1571 naliet aan zijn broer Johan. Het huis werd nu bewoond door Johan en zijn zussen Maria en Elisabeth, beiden weduwe. Maria laatste hertrouwde met Johan Hoen van Cartils. Zij kregen een dochter die in 1613 met Schellart van Obbendorf trouwde. Zijn familie bleef tot 1660 in bezit van De Doom, toen Adam Frans Schellart van Obbendorf het huis verkocht.
In het rampjaar 1672 werd De Doom verwoest door Franse troepen. Een jaar later volgde de herbouw, waarbij delen van het middeleeuwse huis behouden bleven.
In 1760 kocht Balthasar à Campo het huis aan. Zijn nazaten bleven eigenaar tot 1884. In dat jaar kocht de familie Penners De Doom en zij bleven eigenaar tot 1968. De nieuwe eigenaar was architect Laurens Bisscheroux die in 1969 het pand restaureerde.

## Beschrijving
Oorspronkelijk waren zowel de hoofdburcht (met het huis De Doom) als de voorburcht (met de bouwhoeve en schuur) door grachten omgeven. Het volledige complex heeft een afmeting van circa 55 bij 95 meter.
Het huis De Doom heeft een L-vormige plattegrond, met een lange zuidvleugel en een korte westvleugel. Beide vleugels hebben twee verdiepingen en een zolder. In de zuidvleugel bevindt zich de kemenade; waarschijnlijk was deze vleugel oorspronkelijk ook het woongedeelte. Het huis dateert voor het grootste deel uit 1673, maar de trapgevel van de westvleugel en de kelders zijn 14e-eeuwse restanten van het oorspronkelijke middeleeuwse kasteel. In de kelders zijn nog schietgaten aanwezig. Zowel de kelders als de trapgevel zijn van Kunradersteen, terwijl de rest van het huis is gebouwd van baksteen.
Aan de noordzijde van De Doom staat de L-vormige hoeve die in 1890 na een brand is herbouwd. De 19e-eeuwse vrijstaande schuur bestaat uit oudere elementen. Samen vormen ze een U-vormig complex rond een binnenplaats.
Zowel De Doom als de bouwhoeve zijn aangewezen als rijksmonument.

## Afbeeldingen

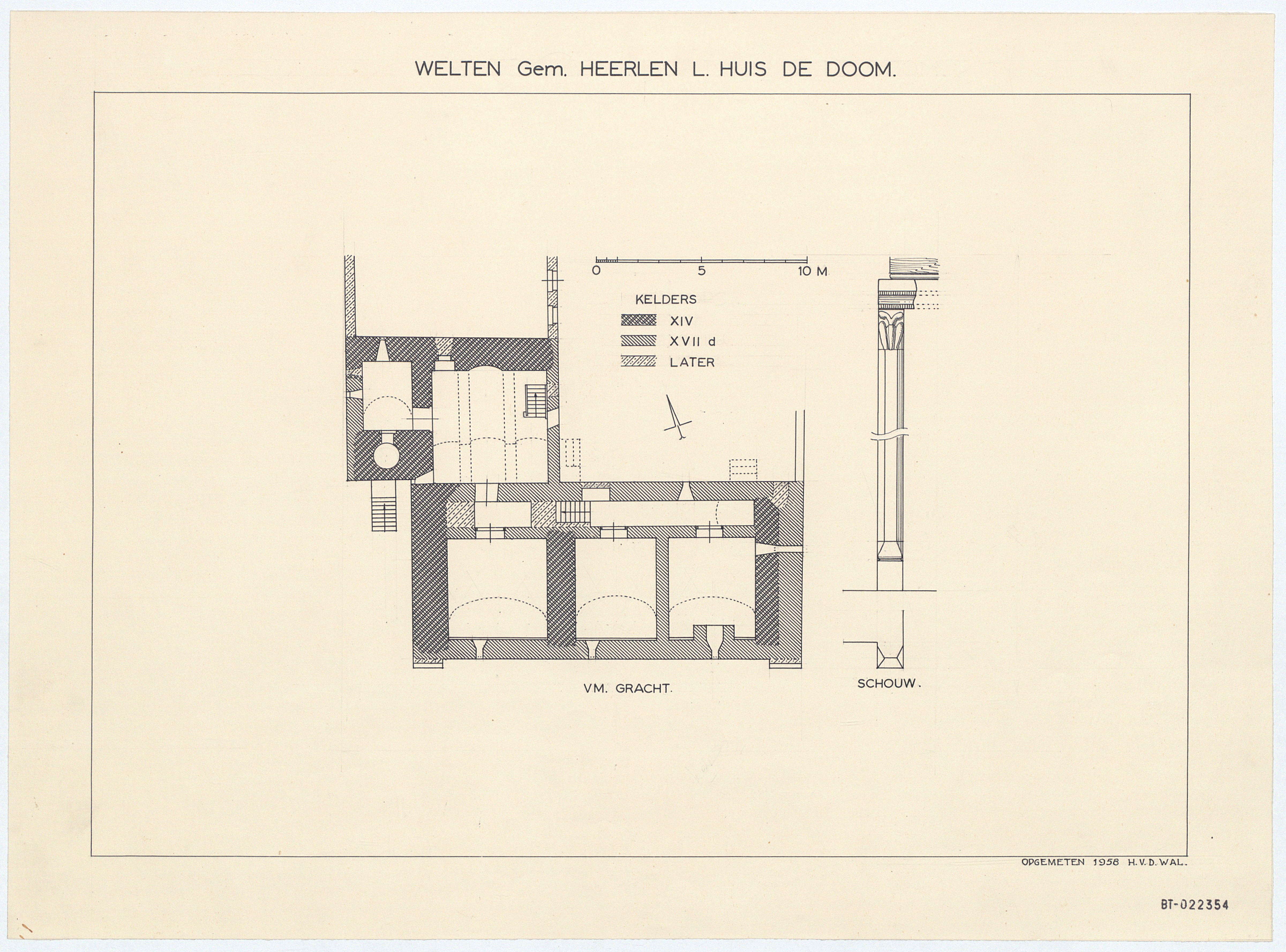
Plattegrond van de kelders van De Doom
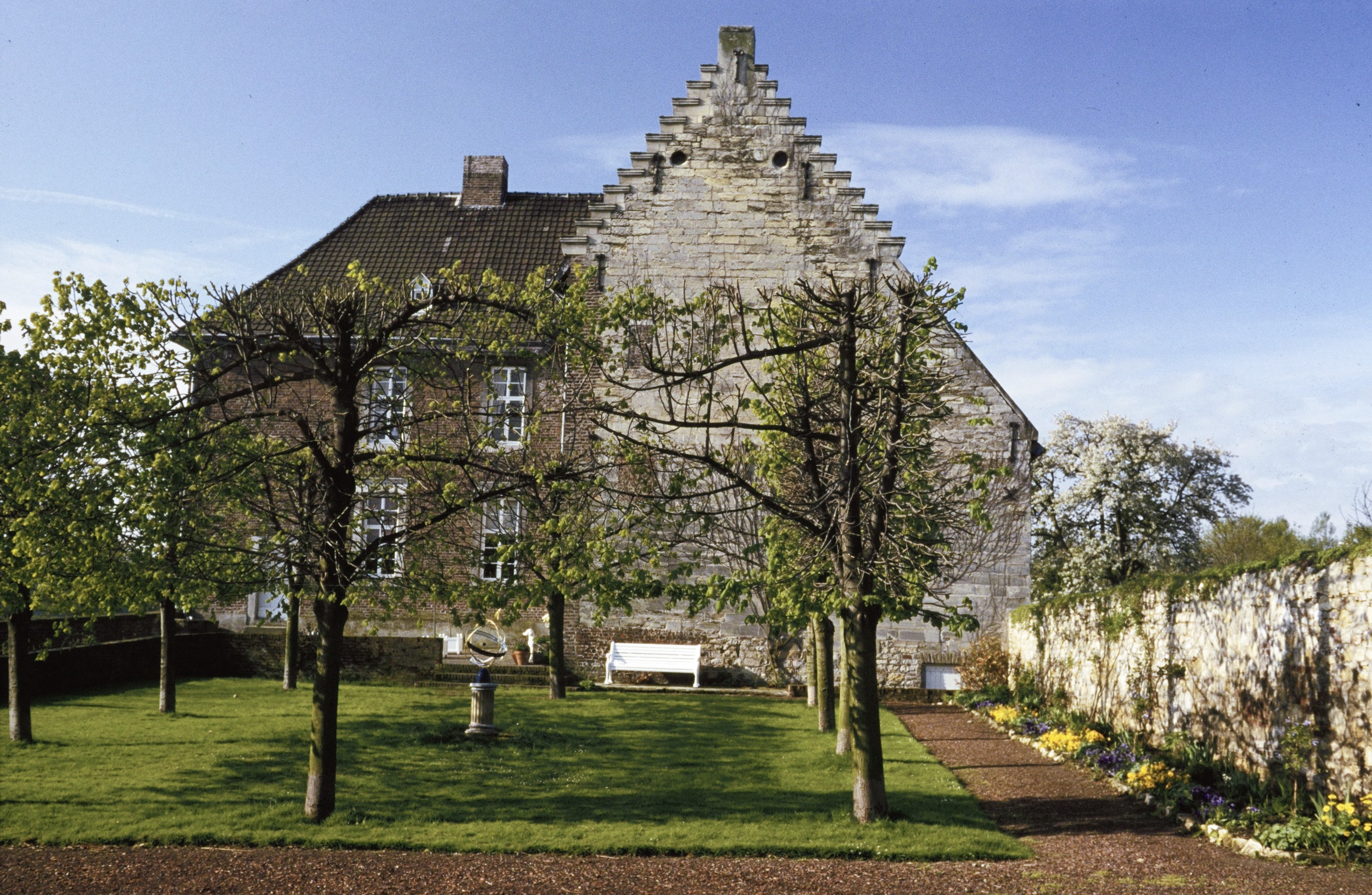
Het huis De Doom in 1985
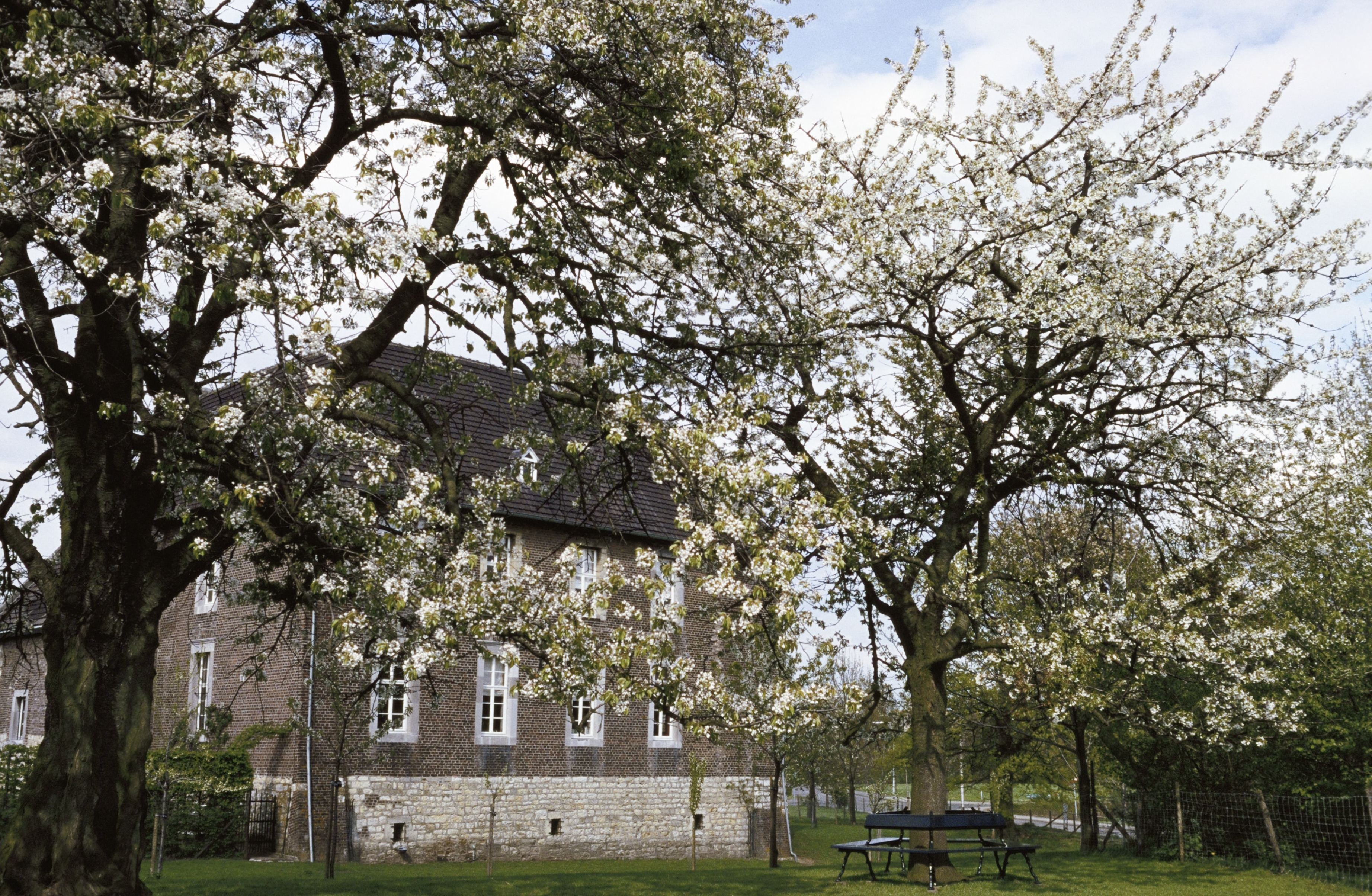
Het huis De Doom in 1986
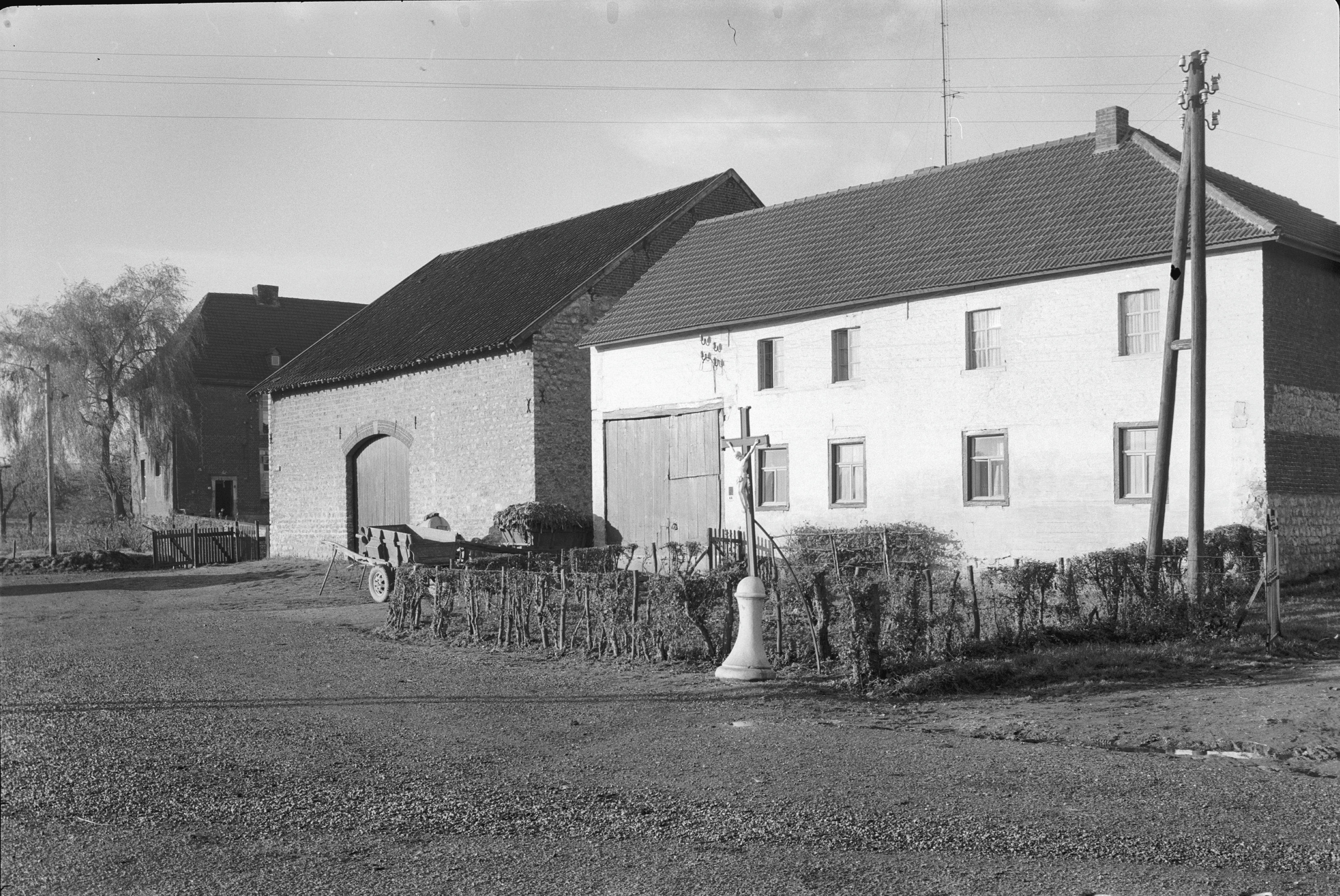
De bouwhoeve

Aerwinkel · Kasteel Afferden · Aldt Huys · Aldenborgh · Kasteel Aldenghoor · Aldenhoven · Alte Burg · Kasteel Amstenrade · Slot Annendael · Kasteel Arcen · Baersdonck · Bakvliet · Baronsberg · Baxhof · Beegden ·  Benzenrade · Kasteel De Berckt · Kasteel Bethlehem · Beusdaelshof · Binsfeld · Huis Blankenberg · Kasteel Bleijenbeek · Blitterswijck · Boerlo · Bolberg · Bollenberg · Kasteel De Bongard · Borggraaf · Kasteel d'Erp · Kasteel Borggraaf · Kasteel Borgharen · Kasteel Born · Huis Bree · Breust · Kasteel Broekhuizen · Broekhuizen · Gracht Burggraaf · Kasteel De Burght · Kasteel Cartils · Cloppenburg (Oost-Maarland) · Kasteel Cortenbach · Huis De Dael · Dammerscheid · Kasteel De Bockenhof · De Donck (Sevenum) · De Donck (Swolgen) · De Dorth ·  Huis ten Dijcken · Kasteel Doenrade · De Doom · Douve · Douvenrade · De Dries · Kasteel Erenstein · Kasteel Eijsden · Eijsden · Einrade · Kasteel Elsloo · Ensenbroek · Eperhuis · Etzenraderhuuske · Exaten · Kasteel Eijckholt · Kasteel Eyckholt · Eys · Gastendonck · Kasteel Genbroek · Gebroken Slot · Kasteel Geijsteren · Kasteel Op Genhoes · Kasteel Genhoes · Genneperhuis · Kasteel Het Geudje · Kasteel Geulle · Kasteel Geusselt · Geijsteren · Gen Heck · Ghoor · Kasteel Goedenraad · Kasteel Grasbroek · Kasteel Groenendaal · Groethof · Groot Paarlo · Kasteel van Gronsveld · De Gun ·Kasteel Haeren · Kasteel Den Halder · Heerlaer · Heeze · Heijen · 's-Herenanstel · Kasteel Hillenraad · Kasteel Hoensbroek · Hoenshuis · Holstrate · Holtmühle · Huize Holtum · Kasteel Horn · De Horst · Huys ter Horst · Ten Hove (Grathem) · Ten Hove (Panningen) · Huis Brias · Huis Darth ·  Kasteel Hurpesch · Kasteel Sint-Jansgeleen · Kasteel Jerusalem · Kasteel Kaldenbroek · Den Kamp · Kasteel Karsveld · Kasteel Keverberg · Klein Paarlo · Klimmender Huuske · De Kolck · Koppelberg · Laar · Landsfort · Kasteel Lemiers · Kasteelruïne Lichtenberg · Kasteel Limbricht · Lonesteyn · Huize Lovendael · Mazenburg · Kasteel van Meerlo · Kasteel Meerssenhoven · Meezenbroek · Kasteel van Mheer · Middelaar · Kasteel Millen · Kasteel Montfort · Movert · Mulrode · De Munt · Château Neercanne · Kasteel Neubourg · Nienghoor · Huis Nierhoven · Kasteel Nieuwenbroeck · Nije Huys · Kasteel Nijenborgh · Kasteel Nijswiller · Nijthuysen · Kasteel Obbicht · Oedenrade · Kasteel Ooijen · Kasteel Oost (Valkenburg) · Kasteel Oost (Oost-Maarland) · Kasteel Ouborg · Overen · Kasteel Passarts-Nieuwenhagen · Prickenis · Prinsenhof · Puth · De Putting · Raath · De Raay · Ravenhof · Kasteel Reijmersbeek · Kasteel van Rijckholt · Kasteel Rivieren · Rodenbroek · Rosendaal · Kasteel Schaesberg · Kasteel Schaloen · Te Scharen · Schenkenburg · Kasteel Scheres · De Spijker (Geijsteren) · De Spijker (Leeuwen) · Huis Severen · Sibberhuuske · Château St. Gerlach · Spraland · Huis De Spyker · Huize Stalberg · Stalberg (Wellerlooi) · De Steeg · Kasteel Stein · Steinhagen · Steenen Huis · Stoel van Swentibold · Strijthagen (Landgraaf) · Strijthagen (Welten) · Struyver · Kasteel Terborgh · Terlinden (Wijnandsrade) · Terveurdt · Ter Weyer · Kasteel Ter Worm · De Tombe · Huis De Torentjes · Triest · Trippaert · Kasteel Vaalsbroek · Kasteel Vaeshartelt · Valkenburg · Vliek · De Vroenhof · Vrijburg · Kasteel Wambach · Warenberg · Well · Weyershof ·  Wijlre · Kasteel Wijnandsrade · Wijnandsrade · Wijnantshof · Wissegracht · Huize Witham · Kasteel Wittem · Wolfrath · Wylre